# Höheres Kommando Vogesen
Het Duitse Höheres Kommando Vogesen (Nederlands: Hoger Korps Commando Vogezen) was een soort Duits Legerkorps van de Wehrmacht tijdens de Tweede Wereldoorlog. Het H.Kdo. was in actie aan het Westfront. 

## Krijgsgeschiedenis

### Oprichting
Het Höheres Kommando Vogesen werd opgericht op 6 oktober 1944 door het omdopen van de “Kommandeurs der Befestigungen Vogesen”.

### Inzet
Op 26 november 1944 kwam het H.Kdo. onder bevel van het 1e Leger aan het Westfront in de Vogezen en  had het bevel over de 25e Pantsergrenadierdivisie, PanzerLehr Divisie en de  361e Volksgrenadiersdivisie. Tijdens het begin van de Slag om de Ardennen was het H.Kdo. onderdeel van het 15e Leger. Diens rol was het verdedigen van de noordelijke vleugel van het Duitse offensief. Op deze 16e december 1944 beschikte het H.Kdo. over de 183e en 340e Volksgrenadierdivisies. Het H.Kdo. werd vanaf dit relatief rustige frontdeel verplaatst op 29 december en kwam op 1 januari 1945 onder bevel van het 6e SS-Pantserleger en kreeg daar in de Eifel het bevel over de 18e en 62e Volksgrenadierdivisies.

Het H.Kdo. werd gedurende zijn bestaan ook vaak Korps Felber genoemd.

Het Höheres Kommando Vogesen werd op 8 januari 1945 omgedoopt naar 13e Legerkorps.

## Bovenliggende bevelslagen
| Leger             | Legergroep     | Plaats/regio | Begin            | Eind             |
| ----------------- | -------------- | ------------ | ---------------- | ---------------- |
|                   |                | Vogezen      | 6 oktober 1944   | 26 november 1944 |
| 1. Armee          | Heeresgruppe G | Vogezen      | 26 november 1944 | december 1944    |
| 15. Armee         | Heeresgruppe B | Eifel        | december 1944    | 29 december 1944 |
| 6. SS-Panzerarmee | Heeresgruppe B | Eifel        | 1 januari 1945   | januari 1945     |
| 7. Armee          | Heeresgruppe B | Eifel        | januari 1945     | 8 januari 1945   |

## Commandanten
| Rang                   | Naam               | Begin          | Eind           |
| ---------------------- | ------------------ | -------------- | -------------- |
| General der Infanterie | Hans-Gustav Felber | 6 oktober 1944 | 8 januari 1945 |